# POTS-1 b
POTS-1 b est une planète extrasolaire (exoplanète) confirmée en orbite autour de l'étoile POTS-1, une naine (classe de luminosité V) orange (type spectral K) située à une distance d'environ 1 200 parsecs du Soleil, dans la constellation de la Mouche.
Détectée par la méthode des transits, sa découverte a été annoncée en 2013.
Il s'agirait d'un Jupiter chaud.